# Mariew
Mariew is een dorp in de Poolse woiwodschap Mazovië. De plaats maakt deel uit van het district Powiat Warszawski Zachodni en van de gemeente Stare Babice. Mariew ligt ongeveer 9 kilometer noordwestelijk van Ożarów Mazowiecki en 19 kilometer noordwestelijk van Warschau.